# Donald Campbell

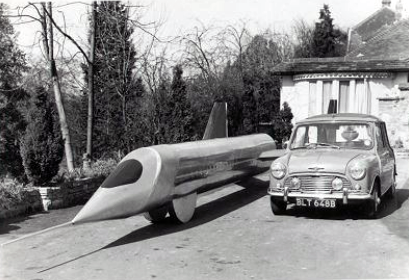
model [schaal 1:1) van Bluebird Mach 1.1 naast Donald Campbell's huis in 1966, seamen met de Mini Cooper 'S' van Campbell

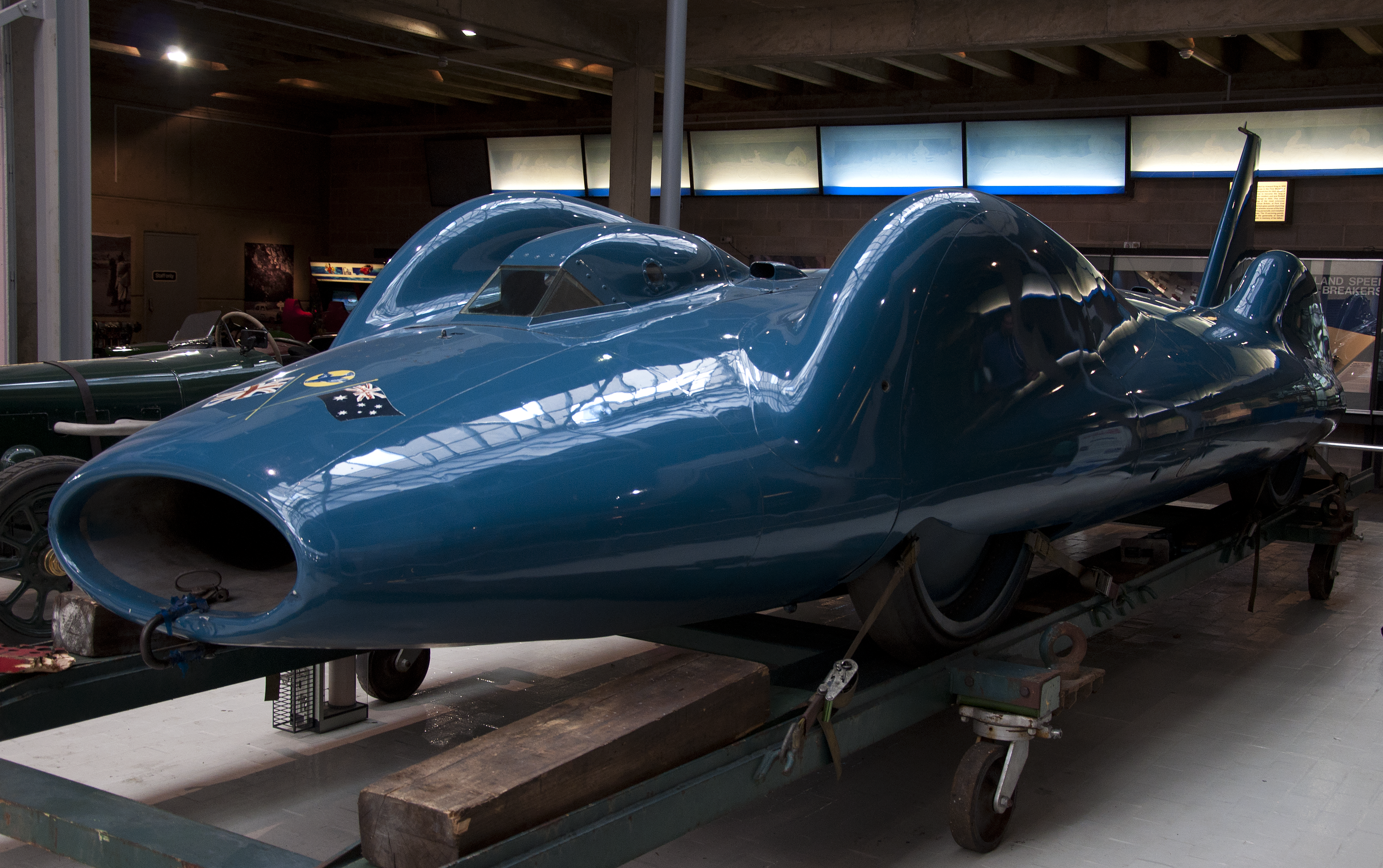
De Bluebird-Proteus CN7 in het National Motor Museum

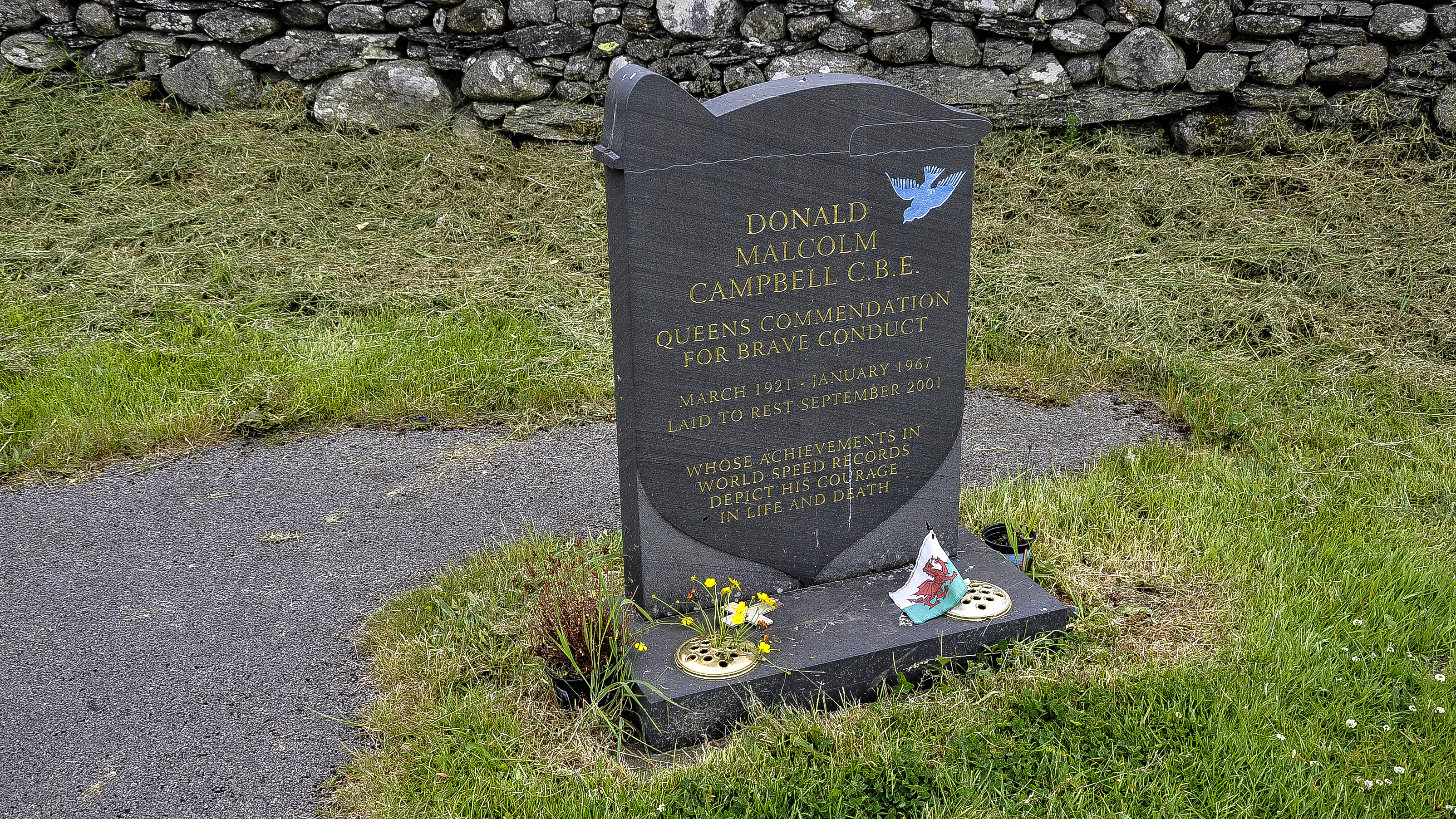
Het graf van Donald Campbell in Coniston

Donald Malcolm Campbell (Horley, Surrey, 23 maart 1921 – Coniston Water, 4 januari 1967) was een Brits autocoureur en hij deed ook mee aan motorbootraces. Hij was de zoon van Sir Malcolm Campbell. Het Ruskin Museum in Coniston toont een aantal voorwerpen die verbonden zijn met het leven van Donald Campbell.

## Carrière
Als zoon van Sir Malcolm Campbell wilde hij zijn vader opvolgen. Malcolm had meerdere malen het wereldsnelheidsrecord op land en water verbeterd. Donald wilde graag zijn vader hierin navolgen.
Donald begon pogingen te doen in zijn vaders oude Bluebird K4. Hij kreeg echter een crash bij een snelheid van 250 km/u, waarbij hij de boot naar de filistijnen hielp. In 1951 ontwikkelde hij de Bluebird K7. Hij verbeterde hiermee tussen 1955 en 1964 zeven maal het watersnelheidsrecord op water. Zijn laatste record was 442 kilometer per uur. Op 17 juli 1964 verbeterde hij met de Bluebird-Proteus CN7 het wereldsnelheidsrecord op land. Hij ging hiervoor bijna 650 km/u. Hij werd hierdoor de eerste persoon die in één jaar zowel het wereldsnelheidsrecord op land, als op water verbeterde. Zijn record op het land zou niet lang blijven bestaan. De regels veranderden, zodat Craig Breedlove vrij snel het record kon verbeteren.
Campbell werd als 89e verkozen in de lijst van 110 grootste Britten.

## Fatale crash
Op 4 januari 1967 verongelukt Campbell tijdens zijn zoveelste recordpoging op Coniston Water. Campbells laatste woorden kwamen via de radio:
"I can't see much, the water's very bad indeed... I'm getting a lot of bloody row in here... I've got the bows up... I've gone..."
De romp van de K7 noch Campbells lichaam werden gevonden. In die tijd was men technisch nog niet toegerust om een berging uit te voeren in een zeer diep meer.

## Hommage leidt tot berging
De Britse band Marillion droeg in 1995 het nummer 'Out of this world' op aan Campbell. Dit nummer inspireerde duiker Bill Smith tot het opzetten van een zoekactie. Deze operatie duurde 3 jaar, met een succesvolle afloop. Zowel de resten van de Bluebird K7 als van Campbell konden worden geborgen. Steve Hogarth, zanger van Marillion, werd door de dochter van Campbell uitgenodigd om het nummer te zingen op de begrafenis van haar 40 jaar eerder overleden vader. In 2008 toerde Marillion door Europa en bracht 'Out of this world' nogmaals live voor het voetlicht, ondersteund door de indrukwekkende beelden van Campbells recordpoging en fatale crash.